# Nuttallinella
Nuttallinella es un género de foraminífero bentónico de la subfamilia Nuttallidinae, de la familia Epistomariidae, de la superfamilia Asterigerinoidea, del suborden Rotaliina y del orden Rotaliida. Su especie tipo es Nuttallina coronula. Su rango cronoestratigráfico abarca desde el Santoniense superior hasta el Campaniense (Cretácico superior).

## Clasificación
Nuttallinella incluye a las siguientes especies:
- Nuttallinella coronula †
- Nuttallinella primitiva †

Otra especie considerada en Nuttallinella es:
- Nuttallinella disca †, de posición genérica incierta